# Lowell Bailey
Lowell Conrad Bailey (Siler City, 15 luglio 1981) è un ex biatleta statunitense, campione del mondo nell'individuale a Hochfilzen 2017.

## Biografia
Lowell Bailey, attivo dalla stagione 1998-1999,  ha esordito in Coppa del Mondo il 24 gennaio 2002 ad Anterselva in individuale (65º), ai Campionati mondiali a Chanty-Mansijsk 2003, dove si è classificato 45º nell'individuale, 59º nella sprint, 50º nell'inseguimento e 17º nella staffetta, e ai Giochi olimpici invernali a Torino 2006, dove si è piazzato 27º nell'individuale, 46º nella sprint, 48º nell'inseguimento e 9º nella staffetta; nella stessa stagione ai Mondiali di Pokljuka 2006 è stato 18º nella staffetta mista. Ai Mondiali di Anterselva 2007 si è classificato 41º nell'individuale, 48º nella sprint, 50º nell'inseguimento e 9º nella staffetta, a quelli di Östersund 2008 56º nell'individuale, 61º nella sprint e 15º nella staffetta e a quelli di Pyeongchang 2009 22º nell'individuale, 55º nella sprint, 22º nell'inseguimento, 18º nella partenza in linea e 21º nella staffetta; ai XXI Giochi olimpici invernali di Vancouver 2010 si è piazzato 56º nell'individuale, 35º nella sprint, 35º nell'inseguimento e 13º nella staffetta).
Ai Mondiali di Chanty-Mansijsk 2011 è stato 77º nell'individuale, 31º nella sprint, 44º nell'inseguimento e 5º nella staffetta, a quelli di Ruhpolding 2012 38º nell'individuale, 20º nella sprint, 20º nell'inseguimento, 24º nella partenza in linea, 10º nella staffetta e 12º nella staffetta mista e a quelli di Nové Město na Moravě 2013 29º nell'individuale, 31º nella sprint, 13º nell'inseguimento, 13º nella partenza in linea, 11º nella staffetta e 8º nella staffetta mista; ai XXII Giochi olimpici invernali di Soči 2014 si è classificato 8º nell'individuale, 34º nella sprint, 37º nell'inseguimento, 22º nella partenza in linea, 15º nella staffetta e 7º nella staffetta mista e il 15 marzo dello stesso anno ha ottenuto il primo podio in Coppa del Mondo, a Kontiolahti in sprint (2º).
Ai Mondiali di Kontiolahti 2015 si è piazzato 24º nell'individuale, 17º nella sprint, 36º nell'inseguimento, 13º nella partenza in linea, 14º nella staffetta e 8º nella staffetta mista, a quelli di Oslo 2016 15º nell'individuale, 29º nella sprint, 36º nell'inseguimento, 10º nella partenza in linea, 8º nella staffetta e 10º nella staffetta mista e a quelli di Hochfilzen 2017, sua ultima presenza iridata, ha vinto la medaglia d'oro nell'individuale ed è stato 4º nella sprint, 6º nell'inseguimento, 6º nella partenza in linea, 7º nella staffetta e 16º nella staffetta mista; il 12 marzo dello stesso anno ha conquistato l'ultimo podio in Coppa del Mondo, a Kontiolahti in staffetta mista individuale (2º) e in quella stagione 2016-2017 si è classificato 3º nella Coppa del Mondo di individuale. Ai XXIII Giochi olimpici invernali di Pyeongchang 2018, sua ultima presenza olimpica, si è piazzato 51º nell'individuale, 33º nella sprint, 32º nell'inseguimento, 6º nella staffetta e 15º nella staffetta mista; si è ritirato al termine di quella stessa stagione 2017-2018 e la sua ultima gara in carriera è stata la staffetta di Coppa del Mondo disputata il 18 marzo a Oslo Holmenkollen, chiusa da Bailey al 7º posto.  Saltuariamente ha partecipato anche ad alcune competizioni minori di sci di fondo (Campionati nazionali, Nor-Am Cup).

## Palmarès

### Mondiali
- 1 medaglia: 
  - 1 oro (individuale[1] a Hochfilzen 2017)

### Coppa del Mondo
- Miglior piazzamento in classifica generale: 8º nel 2017
- 3 podi (2 individuali, 1 a squadre), oltre a quello conquistato in sede iridata e valido anche ai fini della Coppa del Mondo:
  - 2 secondi posti (1 individuale, 1 a squadre)
  - 1 terzo posto (individuale)